# Diecezja Paracatu

Regional CNBB Leste 2.

Diecezja Paracatu (łac. Dioecesis Paracatuensis) – diecezja Kościoła rzymskokatolickiego w Brazylii. Należy do metropolii Montes Claros wchodzi w skład regionu kościelnego Centro-Oeste. Została erygowana przez papieża Piusa XI bullą Pro munere sibi divinitus w dniu 1 marca 1929 jako prałatura terytorialna. 14 kwietnia 1962 podniesiona do rangi diecezji.